# Robertus floridensis
Robertus floridensis là một loài nhện trong họ Theridiidae.
Loài này thuộc chi Robertus. Robertus floridensis được miêu tả năm 1946 bởi Kaston.